# Épistémologie complexe
Le terme Épistémologie complexe est employé par Edgar Morin dans son œuvre, particulièrement dans le tome 3 de La Méthode intitulé La Connaissance de la connaissance.

## Définition
L'épistémologie complexe que propose Edgar Morin vise à dépasser l'épistémologie classique. Selon ses propres termes, elle se veut ouverte sur un certain nombre de problèmes cognitifs clés déjà soulevés par les épistémologiques bachelardienne (la complexité) et piagétienne (la biologie de la connaissance, l'articulation entre logique et psychologie, le sujet épistémique) et se propose d'examiner non seulement les instruments de connaissance en eux-mêmes, mais aussi les conditions de production (neuro-cérébrales, socio-culturelles) des instruments de connaissance.
Contrairement à l'épistémologie classique, l'épistémologie complexe proposée par Morin n'a pas de fondement, au sens littéral, cette métaphore empruntée à la construction (fondement) étant trompeuse. Morin préfère la métaphore, qu'il emprunte à Rescher, d'un système en réseau dont la structure n'est pas hiérarchique, aucun niveau n'étant plus fondamental que d'autres, à laquelle il ajoute l'idée dynamique de récursivité ou de causalité en boucle.

## Apports
- Cet article est partiellement ou en totalité issu de l'article intitulé « Épistémologie » (voir la liste des auteurs).

Dans ce courant de pensée, l'objet à étudier est considéré comme un système complexe, c'est-à-dire qu'il est fonction d'une multitude de paramètres et inclut des inerties, des non-linéarités, des rétroactions, des récursivités, des seuils, des jeux de fonctionnement, des influences mutuelles de variables, des effets retard, des hystérésis, des émergences, de l'auto-organisation, etc. Il est en relation avec son milieu, qui l'alimente en entrées (par ex. énergie et commandes) et à qui il donne des sorties (par ex. production et déchets).

### Exemples
- système d'information d'entreprise ;
- système de prise de décision ;
- système industriel opérant.

### L'approche par la complexité
L'approche proposée par Edgar Morin et Jean-Louis Le Moigne :
| Principe ancien (cartésien) | Nouveau principe (complexe) | Observations                                                                                  |
| --------------------------- | --------------------------- | --------------------------------------------------------------------------------------------- |
| Évidence                    | Pertinence                  | Utilité : permet la subjectivité, ce qui est important pour les fins poursuivies              |
| Réductionnisme              | Globalisme                  | Partie d'un tout plus grand, ne pas découper ou disjoindre car il y a perte d'informations    |
| Causalisme                  | Téléologie                  | Comprendre le comportement de l'objet face aux fins données au système par le modélisateur    |
| Exhaustivité                | Agrégativité                | Regroupement à l'aide de « recettes éprouvées » qui simplifie et garde les aspects pertinents |

Les méthodes de modélisation analytique doivent s'adapter pour atteindre les méthodes de modélisation systémique en utilisant un vocabulaire, des concepts, des outils et des processus de pensée différents :
| Ancien « outil » (cartésien) | Nouvel « outil » (complexe)                                      |
| ---------------------------- | ---------------------------------------------------------------- |
| Objet                        | Projet ou processus                                              |
| Élément                      | Unité active                                                     |
| Ensemble                     | Système                                                          |
| Analyse                      | Conception                                                       |
| Disjonction                  | Conjonction                                                      |
| Structure                    | Organisation                                                     |
| Optimisation                 | Adéquation                                                       |
| Contrôle                     | Intelligence                                                     |
| Efficacité                   | Effectivité                                                      |
| Application                  | Projection                                                       |
| Évidence                     | Pertinence                                                       |
| Explication causale          | Compréhension téléologique                                       |
| Plan, programme              | Stratégie avec points de contrôle et de réorientation éventuelle |